# Altenkirchener Mühle

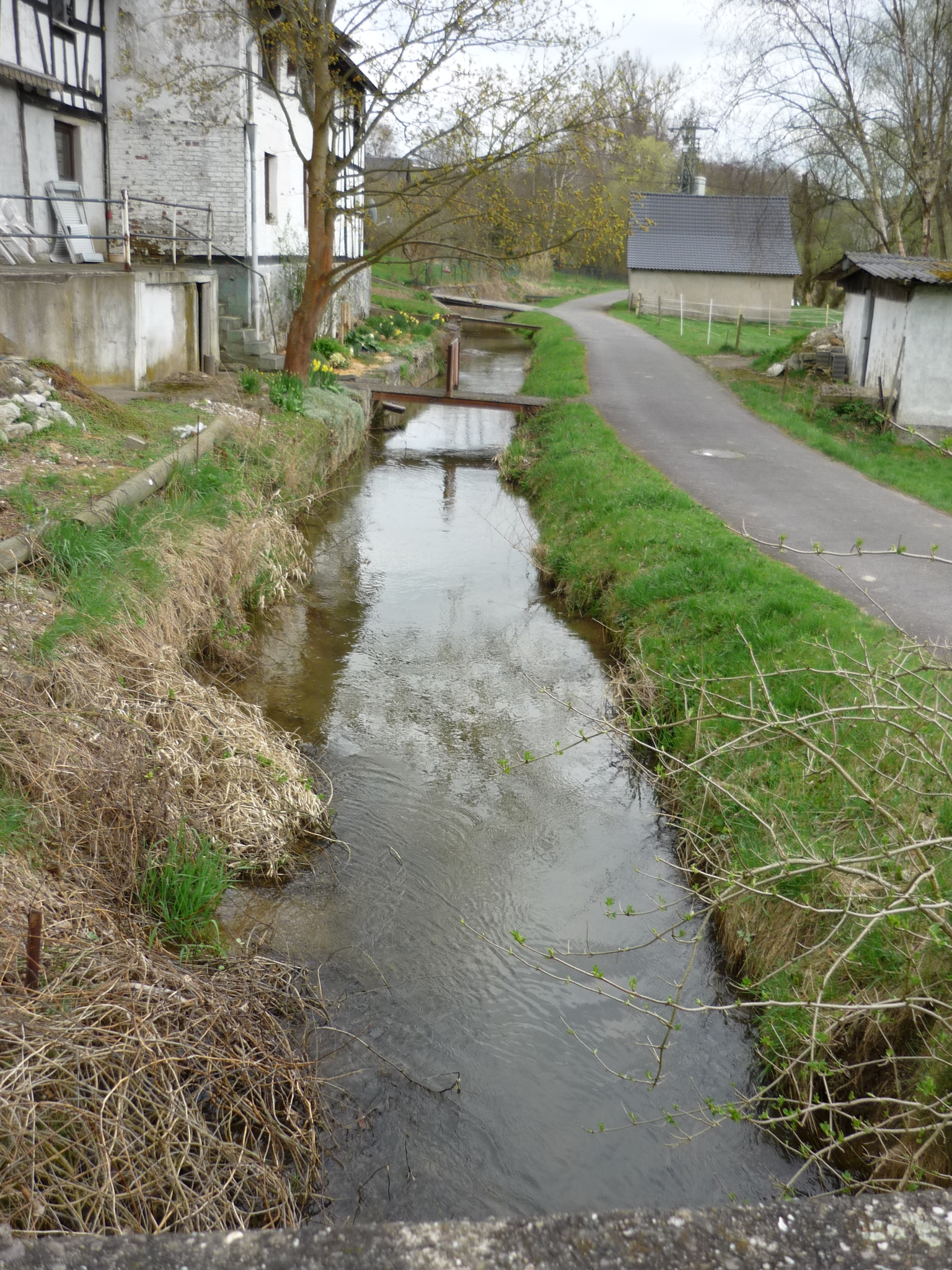
Mühlengraben am Rand des alten Dorfkerns von Michelbach

Die Altenkirchener Mühle war eine Wassermühle im mittleren Westerwald in Altenkirchen.
Die Altenkirchener Mühle (auch Altenkirchener Stadtmühle) wurde bereits 1714 erwähnt, als die Einwohner vieler Gemeinden im Amt Altenkirchen der Grafschaft Sayn-Altenkirchen den Landesherrn unter Hinweis auf die im Winter gefährlichen und unpassierbaren Wege zur Stadtmühle in Altenkirchen um Genehmigung zum Bau einer neuen Getreidemühle in Niedererbach baten. 1722 musste die Altenkirchener Mühle ausgebessert werden und benötigte zwei neue Mühlenachsen. 1744 ist die Stadtmühle als herrschaftliche Mahlmühle erwähnt. Die Gemeinde Helmenzen weigerte sich 1765, das Holz zum laufenden Geschirr der Mühle in Altenkirchen zu liefern, der Beitrag zum Unterhalt der Stadtmühle wurde schließlich durch einen Vergleich geregelt.
Bis 1820 bestand diese Mühle als herrschaftliche Bannmühle. 1930 wurde sie von Walter Hassel (Müller der Michelbacher Mühle) übernommen. Ein Brand zerstörte die Anlage 1936 völlig. Noch sichtbar ist der Mühlengraben am Rande des Wiesentals, welcher bereits im Bereich von Michelbach von der Wied abzweigt und am Mühlenparkplatz in den früheren Turbineneinlauf mündet. Der Standort der früheren Mühle war an der Frankfurter Straße in Altenkirchen, nahe dem Bahnübergang der Bahnstrecke Limburg–Altenkirchen.